# Cathi Albertyn
Catherine (Cathi) Hester Albertyn (* 20. Jahrhundert) ist eine südafrikanische Juristin und Hochschullehrerin an der Witwatersrand-Universität in Johannesburg.
Cathi Albertyn erwarb mehrere akademische Abschlüsse: B.A. (1977–79), LL.B. (1980–82) von der Universität Kapstadt, ein MPhil (1983–84) und der Ph.D. (1992) an der University of Cambridge. In ihren frühen wissenschaftlichen Arbeiten befasste sie sich mit der Unterdrückung und Ungleichheit innerhalb der Apartheidsgesellschaft. Sie promovierte 1991 mit der Arbeit A Critical Analysis of Political Trials in South Africa: 1948–1988 an der University of Cambridge.
Albertyn leitete von 1992 bis 2001 das Gender Research Programme an der Witwatersrand-Universität. Im Verlauf dieser Forschungsarbeiten unterhielt sie enge Arbeitsbeziehungen zur Frauenrechtsbewegung und ihren Organisationen. In diesem Kontext bemühte sie sich um Einflussnahme auf die Verfassungsverhandlungen der Übergangsperiode von der Apartheid zur Demokratie in Südafrika. Im Jahr 1997 berief man sie zur Vorsitzenden der Commission on Gender Equality (deutsch: „Kommission zur Gleichstellung der Geschlechter“).
Von 2001 leitete sie als Direktorin das Centre for Applied Legal Studies (deutsch etwa: „Zentrum für angewandte Rechtswissenschaft“) an ihrer Universität. Diese Funktion übte sie bis 2007 aus. Danach folgte sie der Berufung zur Professorin in den Lehrstuhl für Rechtswissenschaften an der School of Law (etwa: Fakultät) der Witwatersrand-Universität, dem später der Forschungsbereich Gleichheit, Recht und soziale Gerechtigkeit (Professor of Law and South African Research Chair in Equality, Law and Social Justice) zugeordnet wurde. Als Lehrstuhlinhaberin hält sie Vorlesungen in Verfassungsrecht und Menschenrechtsfragen.
Zwischen 2007 und 2011 leitete sie als Commissioner die South African Law Reform Commission (deutsch etwa: „Kommission zur Reform des südafrikanischen Rechtssystems“). Außerhalb des öffentlichen Sektors beteiligte sich Albertyn an Vorstandsaufgaben in den Nichtregierungsorganisationen Reproductive Rights Alliance (RRA) und der Coalition for the Advancement of the South Africa Constitution (CASAC).
Ferner wirkt sie als Herausgeberin der südafrikanischen juristischen Fachzeitschrift South African Journal on Human Rights. Zudem ist sie im Redaktionsbeirat des Oxford Human Rights Hub Journal sowie des South African Judicial Education Journal vertreten.

## Positionen
Die südafrikanische Interimsverfassung von 1993 bezeichnete sie als einen „wichtigen Schritt“ für die Gleichstellung der Geschlechter im Land.